# The Bartons Arms

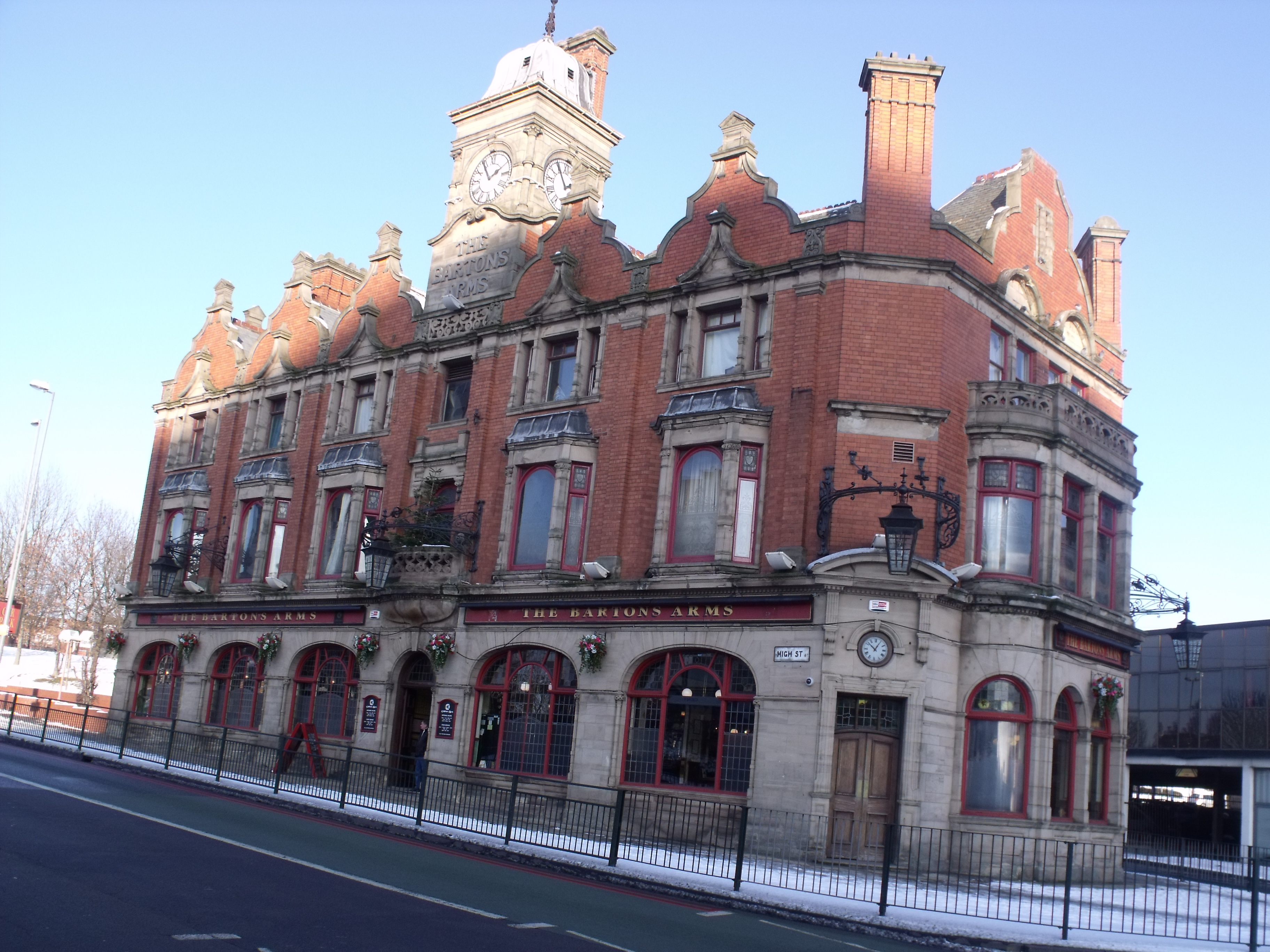
Imagen real de The Bartons Arms, un edificio emblemático de la ciudad de Birmingham, Inglaterra

The Bartons Arms es un Bar Pub en High Street (parte de la carretera A34 en la zona de Newtown de Aston, Birmingham, en Inglaterra.
Fue construido en 1901 por el Buffet de Arquitectos llamado James and Lister Lea, famosos por construir los Pubes para la empresa Mitchells & Butlers. Se clasifica el edificio como “grado II”, famoso por sus azulejos Hollins que se extienden de pared a pared y sus “snob screens” (un tipo de biombo, que permite a los clientes de la clase media, ver a los de la clase obrera en la barra de al lado, pero no al revés]).
El gordo y el flaco se hospedaron una vez, después de aparecer en el Aston Hippodrome (ahora demolido y reemplazado por el Centro de Artes Drum) y hay una fotografía de ellos sirviendo cerveza parados atrás de la barra.
El Bar Pub es la sede principal de la película El viaje de Felicia de 1999 por Atom Egoyan. También es de la novela del 2006 por Ron Dawson llamada The Last Viking: The Untold Story of the World´s Greatest Heist, el grupo de ladrones se reúnen en el Bar Pub.
La empresa Oakham Ales compró el edificio en el 2002 y restauró el edificio a su estado original. El 28 de julio del 2006, un incendio causado por un problema eléctrico daño al edificio.
Durante los Disturbios de Inglaterra de 2011, saquearon el Bar Pub, rompieron las ventanas y hubo intentos de incendiarlo pero el gerente del Bar Pub, Wichai Thumjaron, rápidamente los apagó.  Se dispararon hasta ocho tiros a la policía que llegaron al incidente.